# Mycetobia kunashirensis
Mycetobia kunashirensis är en tvåvingeart som beskrevs av Boris Mamaev 1987. Mycetobia kunashirensis ingår i släktet Mycetobia och familjen fönstermyggor. Inga underarter finns listade i Catalogue of Life.